# Merliidae
Los mérlidos (Merliidae) son una familia de esponjas marinas del orden Poecilosclerida, solo la constituye un género.

## Géneros
- Merlia Kirpatrick, 1908.